# 김영광 (음악가)
김영광(金英光, 1942년 4월 24일 ~ )은 대한민국의 기타 연주자, 피아노 연주자, 작사가, 작곡가, 편곡가이다. 대한민국 대중음악 히트곡 메이커의 원조 가운데 한 사람으로 일컬어지는 인물이다.

## 생애
본관은 서산(瑞山)이고 경상북도 포항 출생이며 포항고등학교 2학년 여름 방학 시절인 1959년 주한 미8군 무대에서 록 음악 밴드 키 보이스(Key Boys)의 《정든 배(정든 배는 떠나간다)》라는 곡을 작사, 작곡하여 첫 데뷔했다. 이듬해 1960년 신세기레코드사 전속 작곡가로 발탁되었고 1961년 포항고등학교 졸업을 한 후 서라벌예술초급대학 작곡과에 입학하여 1963년 전문학사 학위를 취득하였다. 1964년 기타 연주자 겸 작곡가 김희갑(金喜甲)이 음반 프로듀서를 맡은 록 음악 밴드 키 보이스(Key Boys)의 음반 디렉터를 맡은 것이 음반 제작자로서의 본격적인 시작이었으며 그 후 남진, 나훈아, 조용필, 김국환, 최진희, 주현미, 태진아 등의 가수의 히트곡을 양산했다. 작사가 김중순, 작사가 지명길, 작사가 이호섭, 작사가 이건우, 작사가 박건호, 작사가 김동주, 작사가 김순곤 등과의 합작이 대부분이다. 그 이외에도 자신이 작사와 작곡을 모두 도맡아 쓴 곡도 다수 있다.
1999년 2월에서부터 2002년 2월까지 제18대 한국음악저작권협회 회장을 지냈다.

## 학력
- 경상북도 포항중학교 졸업
- 경상북도 포항고등학교 졸업
- 서라벌예술초급대학 작곡과 전문학사

## 히트작
- 달과 함께 별과 함께 = 김부자
- 정든 배 = 가수 키 보이스
- 꿈속에 미소년 = 가수 키 보이스
- 1966년 울려고 내가 왔나 = 가수 남진
- 1967년 사랑하고 있어요 = 가수 남진
- 1968년 사랑은 눈물의 씨앗 = 가수 나훈아
- 여고시절 = 가수 이수미
- 마음약해서 = 가수 들고양이들
- 선희의 가방 = 가수 태진아
- 잠깐만 = 가수 주현미
- 짝사랑 = 가수 주현미
- 또 만났네요 = 가수 주현미
- 러브레터 = 주현미
- 미안 미안해 = 가수 태진아
- 스카이 라운지에서 = 가수 주현미
- 노란 손수건 = 가수 태진아
- 거울도 안보는 여자 = 가수 태진아
- 무정부르스 = 가수 강승모
- 그대 변치 않는다면 = 가수 방주연
- 내 곁에 있어주 = 가수 이수미
- 잊게 해주오 = 가수 장계현
- 나니미 = 이순길
- 알잖아요 내마음 = 김연자
- 그사람 데려다 주오 = 바니걸스
- 그냥갈 수 없잖아 = 바니걸스
- 김포공항 = 바니걸스
- 내모습이 쓸쓸해요 = 국보자매
- 울려고 내가 왔나 = 가수 남진
- 진실 = 가수 정훈희
- 외로워 마세요 = 가수 조용필
- 카페에서 = 가수 최진희
- 잘 있어요 = 가수 이현
- 날이 날이 갈수록 = 가수 이영화

## 수상
- 1990년 MBC 10대가수 가요제 최고인기가요 작품상
- 2003년 제10회 대한민국 연예예술대상 대통령상